# 蜘蛛 (BDSM)

蜘蛛的Logo

蜘蛛（英語：Insex）是一個建立於1997年、關站於2005年的美国成人网站，是曾經互联网上最大的BDSM串流平台之一，其影片主要以极端的女性臣服为主题。在寬頻網路出现前，蜘蛛是互联网上首個采用流媒体技术直播BDSM主题影片的网站。蜘蛛的特色是其极端、真实的施虐场景，以及「Live Feed」即時回饋機制：允许网站会员在视频直播时，直接提出建议和要求。
蜘蛛網站由前卡内基梅隆大学教授布兰特·斯科特（英語：Brant Scott）所創辦，並由他主導的Intersec Interactive公司負責營運。2005年末，蜘蛛宣布终止製作活动，并表示網站受到了美国司法部内保守人士的压力。

## 網站

### 概念
蜘蛛提供两种形式的成人内容，一种即Live Feed，可以通过流媒体技术在线直播，并且观看者可以通过网络聊天室和录制人员交流，实时改变影片情节，另一种形式则是最基本的定期更新的影片。大部分的Live Feed影片都会进行后期编辑，并上传网站以供下载。另外，蜘蛛还有一种叫“Test”的影片，影片里的演员在体验了BDSM游戏之后。 网站还向付费会员开放了网络论坛，网站工作人员和几位当家的演员经常访问此论坛。
蜘蛛的影片都是RealVideo格式，最开始部分比特率可以达到225kbit/s，随后可以升至450kbit/s。通常定期更新的影片长度在30至90分钟之间，而Live Feed影片长达数小时之久。有时候，演员可能持续在线长达48小时以便随时开始BDSM影片直播。2003年开始，影片都以16:9的宽屏形式推出，一些影片还有经过了后期编辑。
蜘蛛制作的影片包含多种施虐元素，例如捆绑、镣铐、鞭打、囚禁，甚至还包括针刺、窒息、电击、动物扮演、灌肠、十字架、水刑等项目。影片中常有借助假阴茎和振动棒的性爱场景，但直接的性交或口交很少出现。除了少数特意剪辑过的影片，影片中的演员不主动表演，而是被动忍受各个BDSM项目，这增加了影片的真实感，也提高了蜘蛛的吸引力。
影片经常出现的一个情节是演员必须乞求同意才能进入性高潮。演员都有一个安全暗语，在痛苦难以忍受或者想退出录制时使用，但这一过程往往不会从影片中剪掉。演员在影片结束时身体上一般都会瘀紫，尤其是在接受了鞭打之后，伤痕往往会存在数周，但是不会永久性的伤害。
由于拍摄蜘蛛影片会让演员身上留下痕迹，大部分的演员在拍摄一部影片后会暂停出演。蜘蛛大部分的演员都是当地女性，报纸上有匿名的招募广告，只有很少一部分演员有过类似表演经历或者参加过BDSM活动。一些演员坦诚对BDSM不感兴趣，但她们视参演为一种肉体上和精神上的挑战，可以测试自身的极限。
蜘蛛影片的演员都不用普通的艺名，而是用分配好的数字，例如101、912等。但是有一些演员会有口头的称呼，例如Spacegirl、Az等。演员的数字是根据她们第一次试镜的日期来确定的，例如“101”代表10月1日，“912”代表9月12日。为蜘蛛工作的著名演员有Sarah Jane Ceylon（“625”）， Lorelei Lee（“Lorelei”），Adrianna Nicole（“Seven”）、Liz Tyler（“Cowgirl”）、Gina Rae Michaels（“1020”）以及Wenona。

### 關閉
2005年秋天，蜘蛛宣布寻求收购，原因是继续在美国制作节目有非常大的法律风险。美国政府采取了一些列限制互联网色情的措施，尤其是2005年8月联邦调查局开展的反猥亵行动，一份联邦调查局的备忘录声称“一切包含有排尿、排便和施虐受虐内容”的作品都“有很大可能性”成为执法目标。蜘蛛网站上的一份声明进一步解释到：“我们认为官司不可能赢，网站员工也不愿意应付一场冗长诉讼，而且为了获胜而付的诉讼费会让我们倾家荡产。”
网站所有的内容，包括500部影片，以4百万美元的标价出售，最终由一家荷兰公司购得，但具体数额尚未公布。现在，“蜘蛛档案”这个网站在提供以往的蜘蛛的影片。蜘蛛的影片还通过P2P技术在网络上继续流传，以及以DVD的形式在欧洲的成人用品店陆续发售。

## 連結
- Insex Home